# Alfonso Jérez Pérez
Alfonso Jérez Pérez (Barcelona, 7 de març de 1971) és un jugador d'escacs català que té el títol de Mestre Internacional des del 2003. Forma part del Foment Martinenc. A la llista d'Elo de la FIDE del maig de 2016, hi tenia un Elo de 2387 punts, cosa que en feia el jugador número 106 (en actiu) de l'estat espanyol. El seu màxim Elo va ser de 2460 punts, a la llista del gener de 2001.
En el seu palmarès destaquen un Campionat Interterritorial de Catalunya l'any 1992, un segon lloc a l'Obert Vila de Sitges el 2001, un Campionat de Catalunya absolut l'any 2002, una victòria al Torneig Internacional de Sant Martí l'any 2009 i un segon lloc a l'Obert Internacional Vila de Gràcia. El juny de 2015 fou subcampió de l'Obert Memorial Josep Lorente amb 7½ punts de 9, els mateixos punts que el Gran Mestre Daniel Alsina però amb millor desempat (el campió fou Jorge A. González).